# Diocesi di Cadossia
La diocesi di Cadossia (in latino: Dioecesis Cadossensis) è una sede soppressa del patriarcato di Costantinopoli e una sede titolare della Chiesa cattolica.

## Storia
Cadossia, nell'odierna Turchia, è un'antica sede vescovile della provincia romana di Bitinia nella diocesi civile del Ponto. Faceva parte del patriarcato di Costantinopoli ed era suffraganea dell'arcidiocesi di Nicomedia.
Nelle Notitiae Episcopatuum del patriarcato di Costantinopoli la sede di Cadossia è associata ad altre località, Gallo e Lofo (Gallus e Lophus), documentate fino al XII secolo. La localizzazione di tutti questi siti è ancora incerta, ma è ipotizzabile che si tratti di borgate vicine tra loro che ospitarono la sede episcopale del distretto civile.
Sono diversi i vescovi attribuiti a queste antiche sedi episcopali. Il primo è un anonimo vescovo di Cadossia menzionato nella vita di san Teodoro il Siceota (morto nel 613), vescovo di Anastasiopoli. Giorgio prese parte al concilio ecumenico di Costantinopoli nel 680 e al concilio in Trullo nel 692. Cirione, episcopus Lophi, fu tra i padri del secondo concilio di Nicea nel 787. Ignazio, episcopus Lophorum, fu il destinatario di due lettere del patriarca Fozio di Costantinopoli tra l'866 e l'867. Costantino partecipò al concilio di Costantinopoli dell'879-880 che riabilitò lo stesso patriarca Fozio. Infine la sigillografia ha restituito il nome del vescovo Pietro, vissuto fra X e XI secolo.
Dal 1928 Cadossia è annoverata tra le sedi vescovili titolari della Chiesa cattolica; la sede è vacante dal 3 agosto 2000. Il titolo è stato assegnato a due soli vescovi: il cappuccino Miguel Monconill y Viladot, vicario apostolico di Caqueta in Colombia, oggi diocesi di Mocoa-Sibundoy; e il redentorista Antoon Demets, vescovo coadiutore di Roseau nell'isola di Dominica.

## Cronotassi

### Vescovi greci
- Anonimo † (fine VI secolo / inizio VII secolo)
- Giorgio † (prima del 680 - dopo il 692)
- Cirione † (menzionato nel 787)
- Ignazio † (menzionato nell'866/867 circa)
- Costantino † (menzionato nell'879)
- Pietro † (circa X-XI secolo)

### Vescovi titolari
- Miguel Monconill y Viladot, O.F.M.Cap. † (10 giugno[8] 1930 - 26 febbraio 1946 deceduto)
- Antoon Demets, C.SS.R. † (13 giugno 1946 - 3 agosto 2000 deceduto)